# Бирковський Сергій Миколайович
Сергі́й Микола́йович Бирко́вський (Бірковський) — капітан Збройних сил України, учасник російсько-української війни.

## Життєпис
Брав участь у боях за Донецький аеропорт. Вимушено здали старий термінал, вояки його хотіли назад відвоювати.
Станом на 2017 рік — командир роти, військова частина А0563.
Станом на червень 2018 року виконував завдання на головному стратегічному об'єкті Косова — в аеропорту Приштини. Військовики відновлюють дорожнє полотно.

## Нагороди та вшанування
- Указом Президента України № 19/2020 від 21 січня 2020 року за «особисту мужність і самовіддані дії, виявлені у захисті державного суверенітету та територіальної цілісності України» нагороджений орденом «За мужність» III ступеня[2].